# Lordiphosa shennongjiana
Lordiphosa shennongjiana är en tvåvingeart som beskrevs av Hu och Masanori Joseph Toda 1999. Lordiphosa shennongjiana ingår i släktet Lordiphosa och familjen daggflugor. Inga underarter finns listade i Catalogue of Life.